# Carex pseudofoetida
Carex pseudofoetida là một loài thực vật có hoa trong họ Cói. Loài này được Kük. ex Ostenf. mô tả khoa học đầu tiên năm 1907.

## Hình ảnh

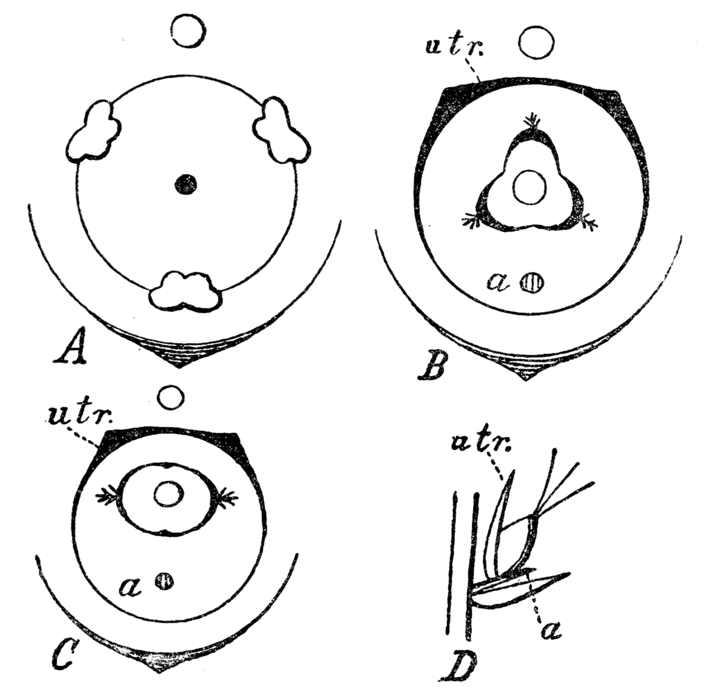
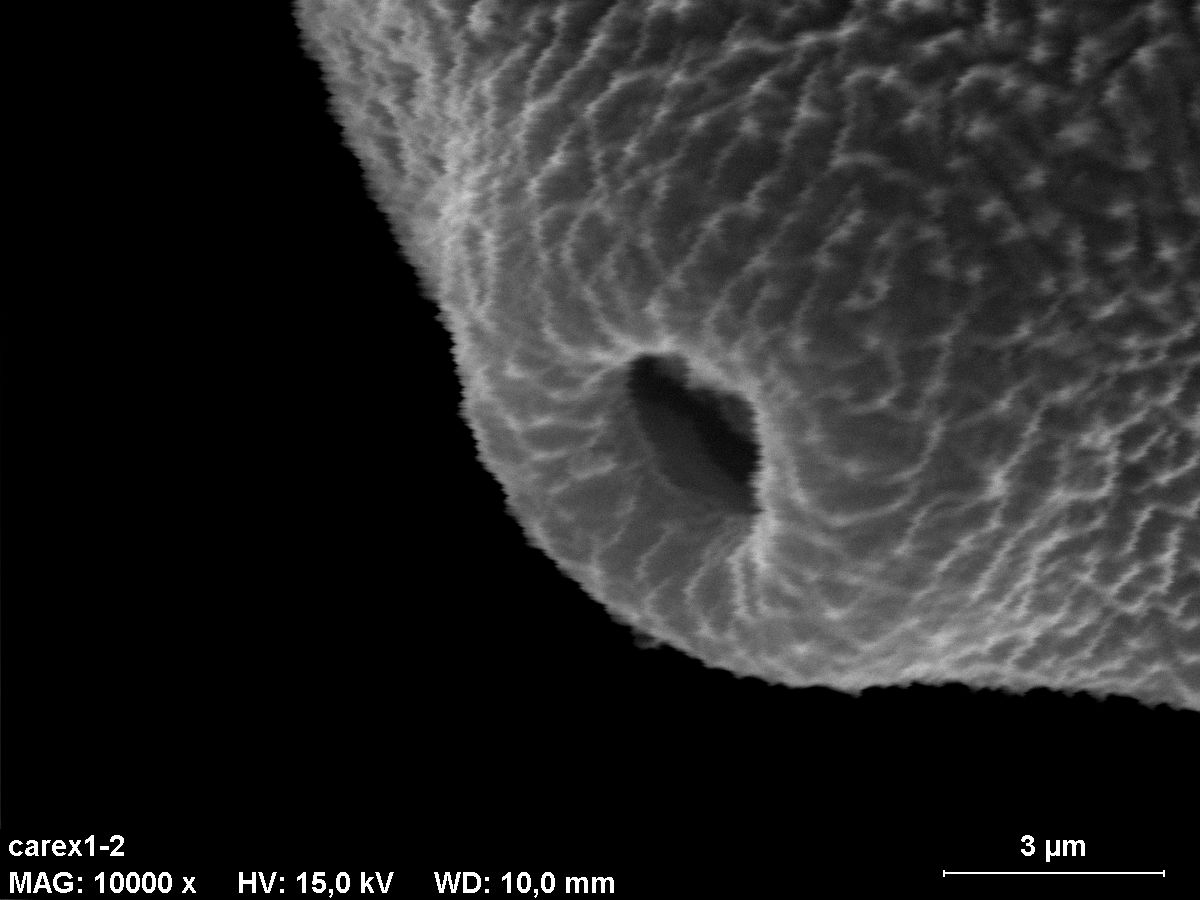
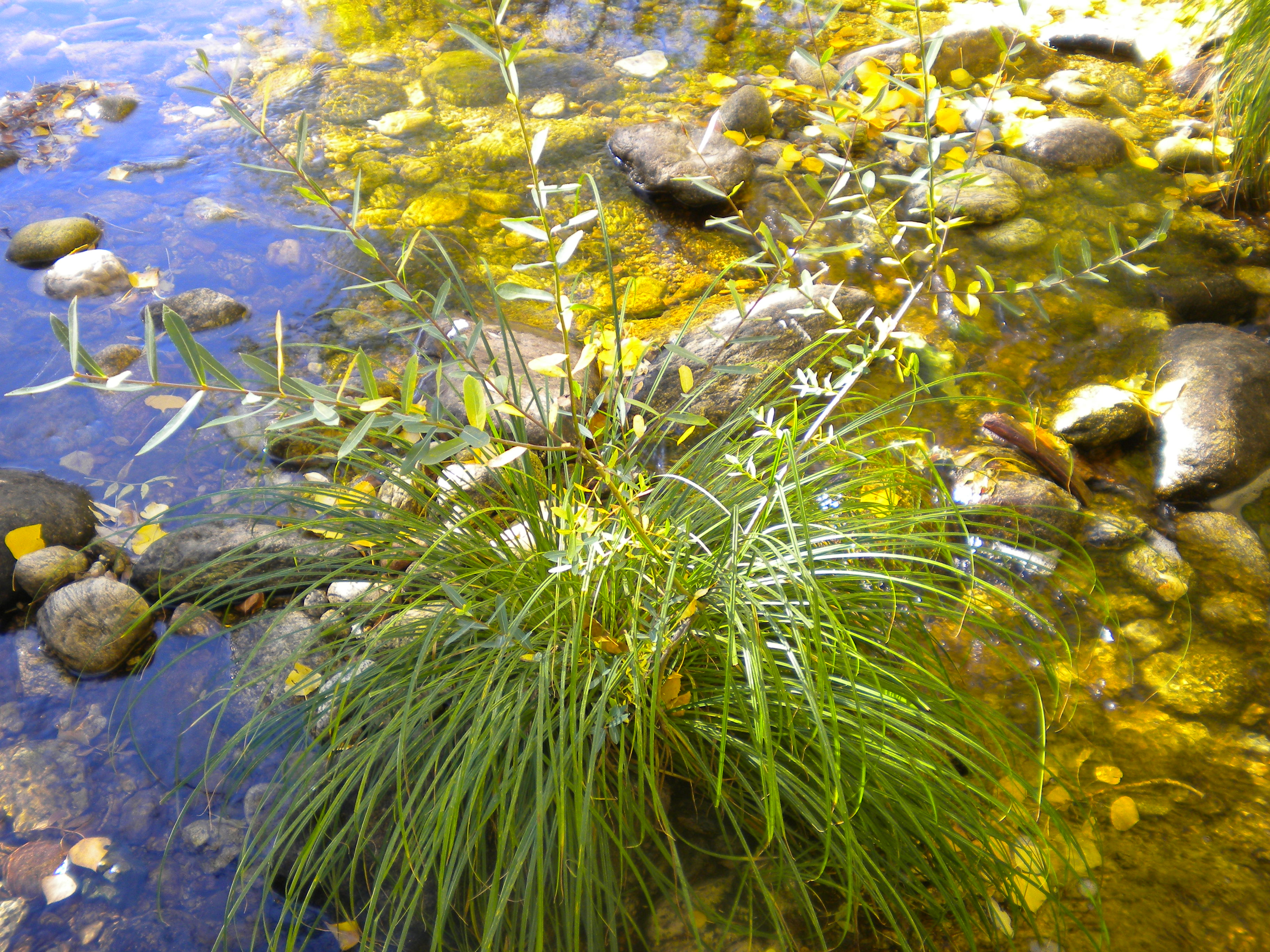